# Grande Neva
O Grande Neva (em russo: Большая Нева) é o maior distributário do rio Neva. Começa perto da Strelka (ponta da ilha) da Ilha de Vassiliev. O Grande Neva tem 3,5 km de comprimento, largura de 200 a 400 metros e profundidade de até 12,8 metros. Seus afluentes são Fontanka, Rio Moika e Canal Novo-Admiralteysky. Há duas pontes sobre o Grande Neva: a Ponte do Palácio e a Ponte Blagoveshchensky.